# Sélimane dan Tintouma
Sélimane dan Tintouma († 1831; alternative Schreibweise: Souleymane dan Tintouma) war der erste Sultan von Zinder.

## Leben
Sélimane dan Tintouma stammte aus einer Familie von Dorfchefs im Reich Bornu, die ihre Abstammung auf einen im 17. Jahrhundert lebenden frommen Mann namens Mallam zurückführt. Sélimane ließ sich 1812 im kleinen Dorf Zinder nieder und begründete dort – als Teil von Bornu – das Sultanat gleichen Namens. Von dort aus eroberte er zunächst das Dorf Damagaram. Er nahm zusätzlich zum Titel eines Serki n’Zinder den Titel eines Serki n’Damagaram an, da dieser mit mehr Ansehen verbunden war. Deshalb heißt das Gebiet des Sultanats Zinder auch Damagaram. Anschließend versuchte Sélimane den ebenfalls zu Bornu gehörenden Sossébaki-Staat Mirriah, dem seine Vorfahren noch tributpflichtig waren, zu erobern und scheiterte zunächst trotz mehrerer Versuche. Ein Familienstreit in der Sossébaki-Dynastie ermöglichte es ihm schließlich, einen ihm untergeordneten Herrscher in Mirriah einzusetzen. Als der wiederum Sélimane übergeordnete Sultan von Bornu damit nicht einverstanden war und militärisch eingreifen wollte, konnte Sélimane dessen Soldaten besiegen und eine reiche Kriegsbeute, darunter tausend Kamele, machen. In weiterer Folge vergrößerte er das Sultanat Zinder unter anderem um die Herrschaftssitze Dogo, Droum und Gouna. Bei Dakoussa schlug er aus dem Norden vordringende Tuareg zurück. Als Sélimane 1822 aus Altersgründen abdankte, war Zinder zum mächtigsten Herrschaftsbereich in der Region aufgestiegen. Sein Nachfolger wurde sein Sohn Ibrahim dan Sélimane.